# Vida (álbum de Emmanuel)
Vida es el nombre del álbum número 11 de la discografía del cantante mexicano Emmanuel y el segundo para el sello Sony Music. Fue lanzado al mercado el 11 de diciembre de 1990.

## Antecedentes y grabación
En esta grabación participan distintos productores y compositores, tanto europeos, dominicanos, argentinos y puertorriqueños, como es el caso de Juan Luis Guerra, Mauro Malavasi, Mark Spiro, K. C. Porter, Max Pierre, Glenn Monroig y Lucio Dalla.

## Promoción
Los sencillos de este disco fueron: «No he podido verte», «Bella señora», «Jarro pichao», «Causa perdida». El sencillo «Bella señora» estuvo en la segunda posición en Billboard Hot Latin Songs, en la cual entró en vigor el 26 de enero de 1991.[cita requerida]

## Lista de canciones
1. Bella señora (Bella signora) (Gianni Morandi-Mauro Malavasi-Luis Gómez-Escolar) Bella signora
2. No he podido verte (Juan Luis Guerra)
3. Cambiaré (Lucio Dalla-Emmanuel)
4. Manual (Emmanuel, Mauro Malavasi)
5. Amor dividido (Lamont Dozier-Claudio Rabello-Karen Guindi)
6. Jarro pichao (Juan Luis Guerra)
7. Animal (Emmanuel-Mauro Malavasi)
8. Una nueva vida (Mark Spiro-Luis Gómez-Escolar)
9. Causa perdida (Glenn Monroig)
10. Creeme (Mark Spiro-Glenn Monroig)

## Créditos y personal
- Grabación y mezcla:Luca Malaguti, John Fausti, Moogie Canazio, Gabe Veitry, Steve Krause,

Jorge Gordo Guimaraes, Jeff Balding, Tommy Vicary, Eddie García.
- Grabado y mezclado en Clock Studios, Bolonia, Italia.

Criteria Recording Studios, Miami, Florida.
The Zoo, Day Star Rcording, The Bunny Hop, Conway Recording, Los Ángeles.
Sigma Sound Studio, New York.
Masterización en Bernie Grundman Mastering Lab., Los Ángeles.

### Producción y arreglos
- Mauro Malavasi 1,3,4, y 7.
- Juan Luis Guerra 2,6.
- Mark Spiro-K. C. Porter 8,10.
- Max Pierre 5.
- Glenn Monroig 9.